# Joan av England
Joan av England, född 22 juli 1210, död 4 mars 1238 i byn Havering-atte-Bower utanför London, var en skotsk drottning, gift med Alexander II. Hon var dotter till kung Johan av England och dennes andra hustru Isabella av Angoulême.

## Biografi
Joan växte från fyra års ålder upp i Frankrike hos sin mors före detta trolovade, hertig Hugo IX av Lusignan, vars son hon var bestämd att gifta sig med som kompensation för att hertigen hade tvingats avstå från hennes mor. Hennes far avled 1216, när hon var sex år gammal. Hennes mor gifte sig 1220 med Joans trolovade, hertig Hugo X av Lusignan, varpå trolovningen bröts och Joan skickades tillbaka till England, där hennes äktenskap med Skottlands kung arrangerades. 
Hon var knappt elva år då hon i York i England den 21 juni 1221 gifte sig med den tjugotreåriga kung Alexander. Joan hade ingen stark ställning som drottning vid det skotska hovet, som dominerades av hennes svärmor Ermengarde. Hon hade däremot en indirekt diplomatisk betydelse, eftersom hon utgjorde en levande förbindelselänk med England, och användes för att vårda relationen mellan Skottland och England. Hon fick inga barn, något som väckte oro över tronföljden och förslag om att annullera äktenskapet, men ingen ansökan om annullering lämnades in av fruktan för att det skulle störa relationerna med England. 
Joan följde med Alexander på hans besök till England 1236, och ännu en gång 1237, och kvarblev sedan där. Hon förmodas ha bett om att få slippa återvända till Skottland, och hennes bror kung Henrik gav henne egendomar i England för att ge henne en inkomst. 
Hon avled 27 år gammal 1238.